# Scissors & Knives
Scissors & Knives är EP's Trailer Parks tredje studioalbum, utgivet 2010.

## Låtlista
1. "Lost in the Night" - 2:35
2. "Leave This Town" - 3:51 (feat. Anna Maria Espinosa)
3. "Black Heart" - 3:27
4. "Clowns" - 3:46
5. "Hockey Skates and Butterflies" - 4:10
6. "Scissors and Knives" - 1:55
7. "The Spell" - 3:14
8. "Sound of Love" - 4:14
9. "Holocaust" - 3:25
10. "Crush on You" - 3:19
11. "I Had a Job" - 2:07
12. "I'm Still Saving All My Love for You" - 4:42 (feat. Kathryn Williams)

## Mottagande
Skivan snittar på 3,4/5 på Kritiker.se, baserat på tre recensioner.

### Fotnoter
1. ↑  ”Scissors & Knives”. Itunes. http://itunes.apple.com/se/album/scissors-and-knives/id369884398. Läst 18 maj 2012.
2. ↑  ”Scissors & Knives”. Kritiker.se. https://kritiker.se/skivor/eps-trailer-park/scissors-and-knives/. Läst 18 maj 2012.